# Megan Dodds
Megan Lynne Dodds (* 15. Februar 1970 in Sacramento, Kalifornien) ist eine US-amerikanische Schauspielerin und Drehbuchautorin.

## Leben
Nach dem Besuch der High School schrieb sich Dodds in einem Community College ein, wo sie in der Rolle der Bananas im Stück The House of Blue Leaves des Bühnenautors John Guare mitwirkte. Die Rolle inspirierte sie so sehr, dass sie sich dafür entschloss, für vier Jahre an der Juilliard School zu studieren. Nach ihrem erfolgreichen Abschluss dort wirkte Dodds zwei Jahre in Off-Broadway und Broadway-Produktionen mit. Dabei wurde sie vom britischen Komiker Ben Elton entdeckt. So kam sie 1997 nach London, wo sie als Bunny Girl in Eltons Stück Popcorn auftrat. Sie lernte dort ihren späteren Ehemann, den Fotografen Oliver Pearce, kennen und beschloss somit weiterhin in London zu leben. Dodds spielte beispielsweise 1999 neben Gwyneth Paltrow im Stück As You Like It oder neben Madonna im 2000er Stück Up for Grabs.
Nachdem Dodds 1997 nach England gekommen war, lernte sie dort den Fotografen Oliver Pearce kennen, heiratete ihn und hat mit ihm eine Tochter.

## Filmografie (Auswahl)

### Film
- 1990: Der Nachtfalke (Midnight Caller)
- 1998: Auf immer und ewig (Ever After: A Cinderella Story)
- 1998: Frank, Dean und Sammy tun es (The Rat Pack, Fernsehfilm)
- 2000: Urbania
- 2000: Bait – Fette Beute (Bait)
- 2000: Interstate 84
- 2001: Sword of Honour (Fernsehfilm)
- 2002: Purpose
- 2004: Gramercy Park (Fernsehfilm)
- 2005: Malice Aforethought (Fernsehfilm)
- 2005: Festival
- 2006: Viva Blackpool (Fernsehfilm)
- 2006: The Contract
- 2006: Born Equal (Fernsehfilm)
- 2008: Courtroom K (Fernsehfilm)
- 2010: Chatroom
- 2011: Exit Strategy (Fernsehfilm)
- 2016: Wonderwell
- 2020: The Will

### Fernsehserien
- 2001: Love in a Cold Climate (Miniserie, 2 Episoden)
- 2002–2004: Spooks – Im Visier des MI5 (Spooks, 10 Episoden)
- 2004: Agatha Christie’s Poirot – Das Eulenhaus (Agatha Christie’s Poirot, Episode The Hollow)
- 2006: Not Going Out (6 Episoden)
- 2008: Hotel Babylon (1 Episode)
- 2009: Lie to Me (1 Episode)
- 2009: Dr. House (House, 2 Episoden)
- 2011: Detroit 1-8-7 (6 Episoden)
- 2012: Awake (1 Episode)
- 2012: CSI: NY (10 Episoden)
- 2014: White Collar (1 Episode)
- 2023: Tiny Beautiful Things (Miniserie)

## Theater
- 1995: The School for Scandal
- 1997: Popcorn
- 1999: Hamlet
- 1999: As You Like It
- 2002: Up for Grabs
- 2005: This Is How It Goes
- 2005: My Name is Rachel Corrie